# Café de paysan
Pour les articles homonymes, voir Café (homonymie).
Le café de paysan (néerlandais : Boerenkoffie, aussi appelé en frison Fryske boerekofje) est une boisson frisonne chaude et alcoolisée à base de bière, de café, d'œufs, de sucre et d'épices telles que la cannelle et la noix de muscade. Son aire d'extension a été plus grande, à l'image des vins épicés, et Gregory Maguire cite le boerenkoffie dans son livre Confessions of an ugly stepsister, qui se passe au siècle d'or hollandais à Haarlem,.

## Préparation
Les œufs sont battus avant que la préparation soit mise à chauffer.
On y ajoute aussi parfois du brandy, du Beerenburg ou du cognac.
La consommation de ce café est tombée en désuétude vers 1910, en même temps que la bière brune d'origine n'est plus brassée, mais des recettes sont encore publiées, remplaçant la bière d'origine par de la bière bock ou par d'autres brunes.
Une version allemande, l'Eierbier, est souvent consommée lors de la plantation de l'arbre de mai en Thuringe.